# Federica Radicchi
Federica Radicchi (Roma, 21 dicembre 1988) è una pallanuotista italiana, di ruolo difensore.

## Palmarès

### Club
- Campionato italiano: 2

Orizzonte Catania: 2009-10, 2010-11
- Coppe Italia: 2

Orizzonte Catania: 2011-12, 2012-13
- Coppe LEN: 2

Roma: 2006-07, 2007-08

### Nazionale
- Olimpiadi

Rio de Janeiro 2016: 
- Mondiali

Kazan' 2015: 
- World League

Cosenza 2006: 
Kunshan 2014: 
- Europei

Belgrado 2006: 
Belgrado 2016: 